# Ligue française pour le droit des femmes

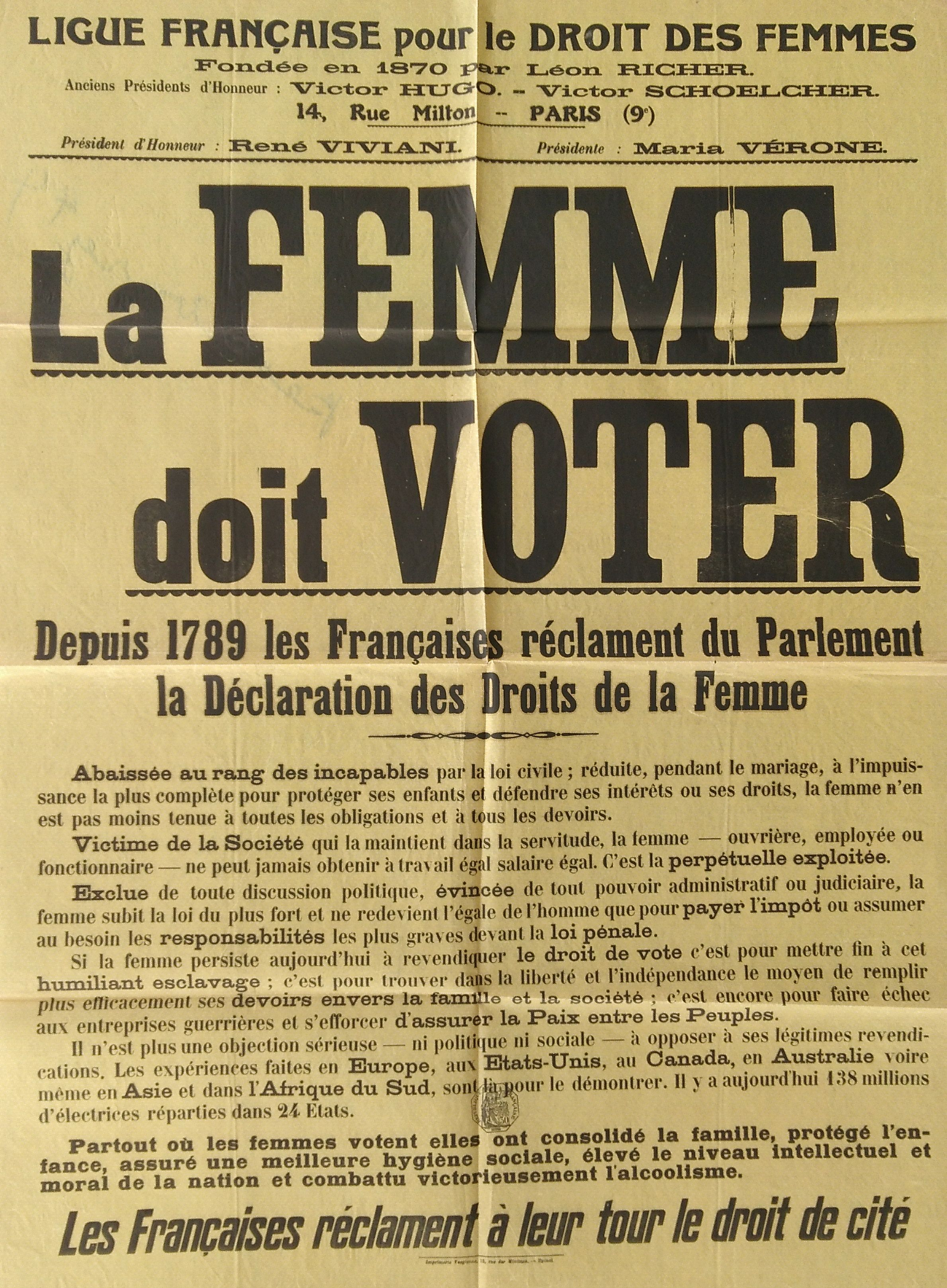
Plakat der Ligue française pour le droit des femmes

Die Ligue française pour le droit des femmes (Französische Liga für das Recht der Frauen, LFDF) war eine französische Organisation, die von Maria Deraismes 1882 gegründet wurde. Sie hatte die Aufgabe, die Rechte der Frauen im zivilen und politischen Bereich zu stärken.

## Association pour le droit des femmes
Die Association pour le droit des femmes (Verein für Frauenrechte) wurde 1870 von Deraismes und Léon Richer gegründet, um die Rechte der Frauen zu stärken. Richer übernahm den Vorsitz, da es einer Frau zu dieser Zeit nicht erlaubt war, einen Verein zu gründen oder dessen Vorsitz zu übernehmen. Am 17. Juli 1870 bestand der Zentralvorstand des Vereins aus Maria Deraismes, Amélie Bosquet, der Gräfin von Guyon, Euphémie Vauthier, Nelly Lieuter, Gabriel Bovet, Marie Ferraud und dem Verleger Louis Jourdan. 1872 erhielt Léon Richer, der das Banquet pour le droit des femmes organisierte, Unterstützung von Victor Hugo, der in einer an die Presse gerichteten Botschaft an die Organisatoren über die Frauen sagte: „Sie wählt nicht und zählt nicht. Es gibt Bürger, es gibt keine Bürgerinnen. Das ist eine gewalttätige Situation, die beendet werden muss“. 1872 verbot die Regierung die Versammlungen. Der Verein ändert seinen Namen in Société pour l’amélioration du sort de la femme (Gesellschaft für die Verbesserung des Schicksals der Frau). Das Innenministerium verbot den Verein erneut. Die Aktivitäten des Vereins fanden von 1872 bis 1878 im Untergrund statt. Hubertine Auclert trat 1876 dem Frauenrechtsverein bei. Sie forderte das Wahlrecht und geriet damit in einen Konflikt mit Richer. Dieser verweigerte ihr ein Podium auf dem Internationalen Frauenkongress 1878, woraufhin sie aus dem Verein austrat.

## Ligue française pour le droit des femmes

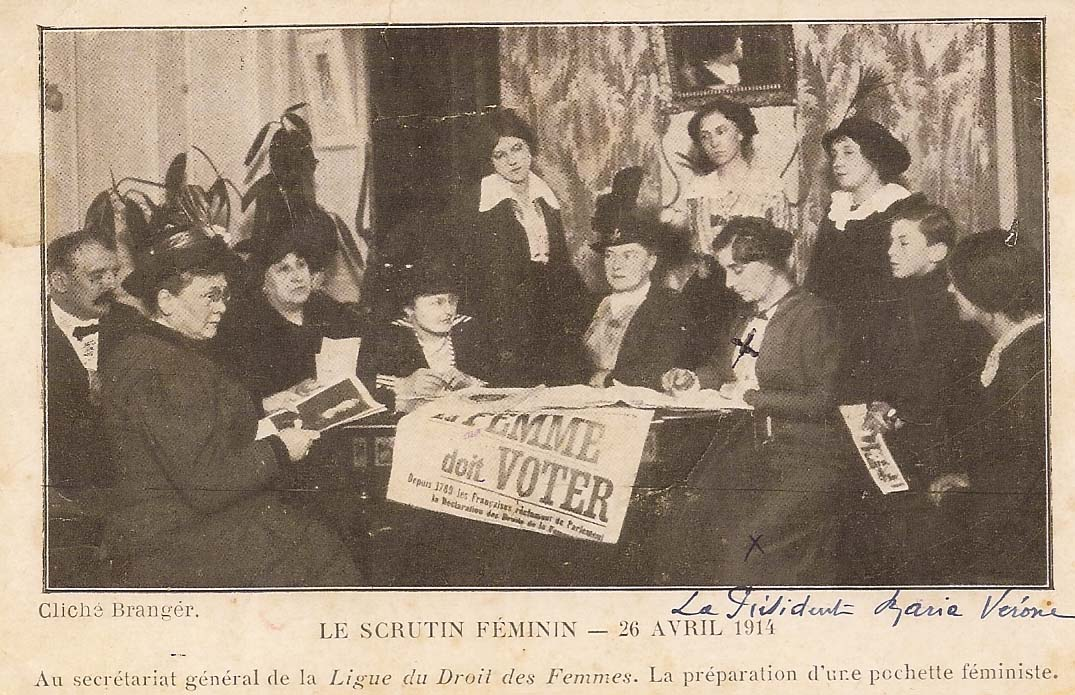
Ligue du droit des femmes 1914

Léon Richer war der Ansicht, dass Frauen, wenn sie das Wahlrecht erhielten, die katholische Kirche und reaktionäre Kräfte unterstützen würden, was zu einem Rückschritt der fortschrittlichen Errungenschaften führen würde. 1870 teilte Maria Deraismes diese Ansicht: Die Einführung der Republik habe Vorrang. 1882 war Maria Deraismes von der Legitimität der Forderung nach politischen Rechten überzeugt. Sie argumentierte, dass Frauen das Wahlrecht haben müssen, um fortschrittlicher zu sein, als es ihr damaliger Zustand zuließ. Sie verließ die Association pour le droit des femmes und gründete die LFDF.
Die LFDF wurde zur wichtigsten Frauenbewegung in Frankreich. Sie veranstaltete 1896 einen und 1900 drei Kongresse zu Frauenrechten und verabschiedete Resolutionen, die sich für die Gleichberechtigung der Geschlechter einsetzen. Nach dem Tod von Maria Deraismes wurde 1894 Maria Pognon zur Präsidentin ernannt. Maria Vérone übernahm die Präsidentschaft von 1919 bis 1938.
Die Ligue française pour le droit des femmes hatte 1884 196 Mitglieder. In der Zwischenkriegszeit schwankte ihre Mitgliederzahl je nach Jahr zwischen 1.100 und 2.500, obwohl 1935 25.000 Mitgliedsbeiträge angegeben wurden. Während der Befreiung fiel die Zahl der Mitglieder auf 250 bis 400. In den 1950er Jahren wurden 300 bis 400 Mitglieder angegeben.
Ob und wann die Ligue aufgelöst wurde, ist unbekannt.